# Gesztenye, a honalapító (regény)
A Gesztenye, a honalapító (Watership Down) Richard Adams 1972-ben kiadott, mára már klasszikussá vált kalandregénye. A történet főszereplői nyulak, akik elvándorolnak kotorékuktól, hogy új otthont alapítsanak. Adams saját kultúrát talált ki a nyulainak. A regényben szereplő tapsifüleseknek van nyelvük, mitológiájuk, költészetük, közmondásaik és törvényeik. A regényre legnagyobb hatást az ókori irodalom gyakorolt. Több párhuzamot is mutat az Aeneisszel és az Ödüsszeiával.
A Gesztenye, a honalapító Adams első és a mai napig legsikeresebb regénye, bár mielőtt Rex Collings elfogadta volna, számtalan kiadó utasította el a kéziratot. Népszerűsége megjelenése óta töretlen és a Penguin Books legjobban fogyó kiadványai közé tartozik. Az elmúlt negyven év alatt ötvenmillió példány talált belőle gazdára. A Guardian gyermekkönyv-díjat, a Carnegie Medal kitüntetést és több más irodalmi díjat is magáénak tudhat. Később egy 1978-ban megjelenő egész estés animációs film is készült belőle, mely klasszikusnak számít a brit rajzfilmek között, noha számos ponton nagyon erőszakosak a jelenetei. Ezt követően televíziós sorozatként is feldolgozták, melyet 1999 és 2001 között vetítettek, ez már kevésbé erőszakos.
Adams majdnem huszonöt évvel később írt egy folytatást neki Tales from Watership Down címmel, melyet 1996-ban adtak ki. A könyv tizenkilenc novellából áll, melyeknek egyik fele a Watership-fennsíkon élő nyulakról szól, a kötet további része pedig El-ahrairah életéről szóló történetekből áll. Található benne egy szótár is a nyúlnyelvben megtalálható kifejezésekkel, azok jelentésével és helyes kiejtésükkel.
Magyarul eddig kétszer jelent meg. Először a Móra Könyvkiadó jóvoltából jelent meg 1992-ben puhafedeles formában, majd 2012-ben a Partvonal Kiadó jóvoltából látott napvilágot egy illusztrált, keményfedeles díszkiadás. Mindkét változat Székely Kata fordítását használja.

## Alkotói folyamat
A kötet eredeti címe a Watership Down nevű fennsíkra utal, ami Dél-Angliában található, Hampshireben. Adams egy ahhoz közeli vidéken nőtt föl.
A szerző regénye egy lányainak (Juliet és Rosamund) mesélt történetből indult ki, melyet Adams az utazásaik alatt mondott gyermekeinek. Improvizált meséjének nyulait az 1944-es arnhemi csatában látott állatok ihlették. Lányai arra ösztönözték, hogy írja le ezeket a történeteket, és Adams így is tett. Tizennyolc hónap múlva készült el a regénnyel, melyen leginkább este dolgozott. Adams lányainak ajánlotta a könyvet.
A vadon élő nyulak viselkedésének hiteles bemutatásához Adams Ronald Mathias Lockley The Private Life of the Rabbit című 1964-es könyvét olvasta el. A két szerző később szoros barátságot kötött. Együtt mentek expedícióra az Antarktiszra, melynek eredményeképp 1982-ben megszületett közös könyvük, a Voyage Through the Antarctic.
A Gesztenye, a honalapítót hat kiadó utasította el, mielőtt Rex Collings rábólintott volna. Az egyszemélyes londoni kiadó ezt írta egy társának: „Aláírtam egy szerződést egy nyulakról szóló regényre, amiben az egyiküknek természetfeletti képességei vannak. Szerinted megőrültem?”. A válasz ez volt: „Őrült nagy rizikó kiadni egy ilyen bizarr könyvet egy ismeretlen írótól, akit a legtöbb nagy kiadó visszautasított, de ugyanakkor elképesztően bátor és intuitív is.” Collingsnak kevés volt a tőkéje, és nem fizetett előleget, de arról gondoskodott, hogy a kötetből „minden olyan londoni asztalra kerüljön egy recenziós példány, amely számít.” Adams azt nyilatkozta, hogy a Watership Down cím is Collings ötlete volt. 1973-ban megjelent a regény második kiadása.
Az Egyesült Államokban először a Macmillan USA jelentette meg a regényt 1974-ben, és még ugyanabban az évben napvilágot látott a német nyelvű kiadás is a Het Spectrum jóvoltából. A WorldCat könyvtárkatalógusa szerint tizennyolc nyelven érhető el belőle fordítás a világ könyvtáraiban.

## Cselekmény
|  | Alább a cselekmény részletei következnek! |

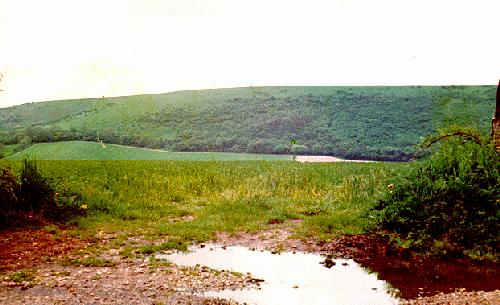
A valódi Watership Down.

A történet egy sandlefordi nyúltanyán veszi kezdetét. Vakarcsnak, a csenevész kölyöknyúlnak – kinek látnoki képességei vannak – látomása támad, melyben az otthonuk pusztulását látja. Bátyjával, Gesztenyével megpróbálják meggyőzni a kotorék vezérét, hogy hagyják el otthonukat és költözzenek máshova, de a vezér elküldi őket. Ők ketten eldöntik, hogy az éj leple alatt elhagyják a tanyát, de csatlakozik hozzájuk még néhány nyúl, akik hisznek Vakarcs látomásában. Útjuk majdnem véget ér, mikor az ószla (a nyulak rendőrsége) megpróbálja megállítani őket, de az egyik tagjának, Bósásnak a közbeavatkozásával sikerül elmenekülniük.
A nyulakat Gesztenye vezeti, és akaratán kívül a vezérükké válik. Vándorlásuk során összetalálkoznak Kankalinnal, egy nyúllal, aki beinvitálja őket a kotorékába. A kotorékban élő nyúlközösség teljesen más, mint a Gesztenyéék által megismert. A kultúrájuk majdhogynem teljesen eltér: mások a verseik, történeteik, szokásaik, állandó rettegésben élnek, és El-ahrairah-t nem tekintik hősnek. Vakarcs nagyon rosszul érzi magát, és eldönti, hogy egyedül megy tovább. Gesztenye nem tudja magára hagyni, ami konfliktust szül köztük és Bósás között, aki teljesen elégedett az üreggel. Miután a volt ószlatag majdnem életét veszti, amikor fennakad egy hurokban, Vakarcs mindenkinek elmagyarázza, hogy Kankalin nyulai és a naponta arra járó ember között megegyezés van: az üregből valakinek fel kell áldoznia magát, cserébe az ember megvédi őket az ellenségeiktől. Végül úgy döntenek, hallgatnak Vakarcsra, és folytatják az utat.
Végül eljutnak útjuk célállomására, a Vakarcs látomásában szereplő Watership-fennsíkra. Ott összetalálkoznak Magyal kapitánnyal és társával, Tüdőfűvel, akik Gesztenye csapatán kívül a sandlefordi nyúltanya utolsó túlélői. Mint kiderült, Vakarcs látomása beigazolódott, és a kotorékot, valamint a benne élő összes nyulat elpusztították az emberek.

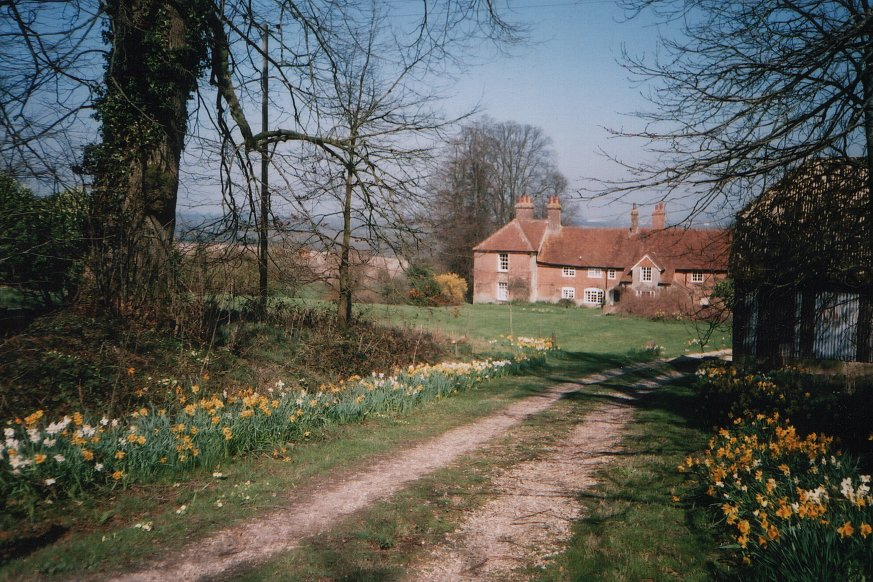
A Nuthanger-farm

Bár a Watership-fennsíkon az élet békés, Gesztenye ráébred, hogy nőstények nélkül nem maradhat fenn sokáig. Egy Kehár nevű sirály segítségével tudomást szerez egy Efrafa nevű nyúltanyáról, és egy kis különítményt küld oda tárgyalni hozzájuk, mivel ott túl sok a nőstény. Eközben Gesztenye saját terveit akarja megvalósítani. Csuprincscsal felfedezőútra megy a közeli Nuthanger farmra, ahol megismerkedik néhány házinyúllal. Másnap este kiszabadítják őket. Két nőstényt és egy hímet sikerül eljuttatni a Watership-fennsíkra, de Gesztenyét meglövi az egyik farmer. Később Vakarcs és Csuprincs rátalálnak. A sebét Kehár segítségével gyógyítják meg.
A különítmény visszatér, és beszámol Efrafáról, amiről kiderül, hogy berendezkedését tekintve olyan, mint egy rendőrállam, és a könyörtelen Nadálytő generális uralja az ószlájával. Nőstények tekintetében pedig túl vannak népesedve, ezért Gesztenye úgy határoz, hogy minden kockázat ellenére meg kell próbálniuk kiszabadítani néhány nőstényt. A terv legfontosabb szereplője Bósás lesz, aki beszivárog az efrafai ószlába, hogy felvegye a kapcsolatot egy kételkedő nősténynyúllal, Hyzenthlayjel, aki meg tudja szervezni az elszabadulni akaró nőstények megszöktetését. Bósás a megfelelő pillanatban nem csak néhány nőstényt visz magával, de segít egy megtépázott nyúlon, Kormosszőrön is. Bár kevésen múlik, de végül sikerül a tervük, és a nyulak visszatérnek a Watership-fennsíkra. Kehár ezután elhagyja a csapatot, és visszatér a tengerre.
Gesztenyéék békéje rövid életű, mert a generális a nyomaikat követve eljut katonáival a fennsíkra. Gesztenye megpróbál megalkudni vele, de Nadálytő nem hagyja magát meggyőzni, és ragaszkodik ahhoz, hogy adják át neki Bósást és a nőstényeket. Miközben az efrafai nyulak ostromolják a fennsíkon élők üregét, Gesztenye egy kis csapattal eljut a Nuthanger farmra, és elszabadítja az őrkutyát. Az ottani macska majdnem végez vele, de egy kislány, Lucy megmenti őt. Ekkor jelenik meg Richard Adams a történetben állatorvosként, és segít Gesztenyét biztonságban visszajuttatni a társaihoz. Eközben Bósás maga küzd meg Nadálytővel, és bár teste sok pontján megsebesül, eléri, hogy a generális hátráljon ki a harcból. Az elszabadult kutya végez az efrafai nyulak egy részével, a többi pedig elmenekül. Nadálytő saját maga száll harcba a kutyával, de a harc kimenetele ismeretlen. Nadálytőt senki sem látja többé, de a halálára sincs bizonyíték.
Az epilógusban Gesztenyéről olvashatunk, aki a felvirágzott nyúltanya tagjait figyeli. Immáron öreg és megfáradt. Eljön elé El-ahrairah, aki megkéri őt, hogy csatlakozzon az ószlájához. Biztosítja Gesztenyét, hogy nem kell aggódnia a népéért. Ezután Gesztenye lelke elhagyja a testét, hogy El-ahrairah-val tartson: „könnyű futással eltűntek együtt az erdőben, ahol virágozni kezdtek már a primulák.”
|  | Itt a vége a cselekmény részletezésének! |

### Fontosabb szereplők
- Gesztenye (Hazel): a történet főszereplője, és Vakarcs bátyja. Ő vezeti a Watership-fennsíkra a sandlefordi nyulakat, és válik a vezérükké. Feltétel nélkül hisz Vakarcs látomásaiban, és mindig képes rögtönözni.
- Vakarcs (Fiver): Gesztenye öccse, aki látnoki képességekkel bír. Apró termete és fiatal kora miatt sokan lenézik, de a későbbiekben mindenki követni fogja a tanácsait.
- Bósás (Bigwig): a sandlefordi nyúltanya ószlájának egyik nagy testű tagja. Erős, mindig harcra kész hím, a tettek híve. Nevét a fején található szőrcsomóról kapta (a Bigwig szó szerinti fordítása „Nagy Paróka”).
- Szeder (Blackberry): a csapat esze, aki gyakran talál ki olyan ötleteket, melyekkel társait segíti. Ő jön rá, hogy a fa úszik a vízen, és hogy hogyan lehet Bósást kiszabadítani a drótcsapdából.
- Magyal (Holly): ószlakapitány volt a sandlefordi nyúltanyán, aki a tanya pusztulása után elindul, hogy megtalálja Gesztenyééket. A csapathoz való csatlakozása után aktívan részt vesz az új otthona életében.
- Pitypang (Dandellion): ő a csapat mesemondója, aki a legtöbb történetet elmeséli. Nagyon gyorsan képes szaladni.
- Csuprincs (Pipkin): Vakarcshoz hasonlóan ő is nyúlcsemete, aki mentoraként tekint Gesztenyére. Félős, de Gesztenye biztatására maga mögött hagyja félelmeit.
- Hyzenthlay: efrafai nőstény, aki Bósásnak segít a nőstények megszöktetésében. Vakarcshoz hasonlóan ő is látnoki képességekkel bír.
- Kormosszőr (Blackavar): efrafai hím, aki megpróbál elszökni a tanyáról, de elkapják és megcsonkítják. Bósással szökik meg, a későbbiekben pedig a Watership-fennsík egyik legjobb nyomkeresője és őre lesz. Nevét fekete szőrzetéről kapta.
- Kehár (Kehaar): egy dankasirály, aki utazását egy seb miatt kénytelen félbeszakítani, és a Watership-fennsíkon landol. Türelmetlen, német akcentussal és bonyolult szóhasználattal kommunikáló teremtmény, akinek a segítségével szereznek tudomást Gesztenyéék az efrafai nyúltanyáról.
- Nadálytő generális (General Woundwort): Efrafa ura, aki totalitárius rendszert épített ki a tanyáján. Kölyökkorában árvult el, és a túlélési ösztöne miatt elkezdett ragadozóként viselkedni. Könyörtelenül kormányoz, nagy termete miatt pedig nem akad ellenfele. Beosztottjai félelemből tisztelik.
- Frith: a nyulak mitológiája istenként hivatkozik rá, akit tisztelnek, és akihez imádkoznak. A nappal azonosítják.
- El-ahrairah: a nyulak történeteinek csalafinta hőse. Megtestesíti azt, amire egy nyúlnak szüksége lehet a túléléshez: okos, ravasz, fondorlatos és jólétet biztosít a kotorékának. Hasonlít Rémusz bácsi Nyulához és Anansihoz.
- Inlé Fekete Nyula (Black Rabbit of Inlé): a nyulak mitológiájában ő a halál megtestesítője. Egy fekete szőrzetű, vörös szemű fantomnyúl, aki Frith akaratát teljesíti.

## Témák és behatások
A regényt allegorikusnak tartják, mert a nyulak kalandjait végig klasszikus történetekre jellemző módon az ellentétek kísérik. Az ellentét szabadság és zsarnokság, érzelem és értelem, a szabad és az elnyomó állam között. Adams Homérosz és Publius Vergilius Maro történeteiből merítve alkotta meg eposzi stílusú kalandregényét. 

### Vallásos szimbolizmus
A Gesztenye, a honalapító több vallásra is utal. Ezt mutatja El-ahrairah mitológiai karaktere is, hasonlóan más, nyúlmitológiai alakokhoz. Mikor a BBC egy rádióinterjúban erről faggatta Adams-et, ő tagadta, hogy ilyesmi lenne a regényében, a nyulak pedig nem istenként imádják El-ahrairah-t, csupán szenvedélyesen hisznek benne és a kalandjaiban. Adams saját bevallása szerint azért írt ilyeneket a könyvébe, hogy egy valódi legenda érzését keltse, olyanét, mint amilyen Robin Hood. Ezek a legendák teszik gyakran humorossá és természetfelettivé a valóságban játszódó történetet.

### Az ezerarcú hős,Aeneis,Odüsszeia
A könyv a kitaszítottság, a túlélés, a hősiesség, a politikai felelősség és a közösségépítés témáit járja körül. Joan Bridgman a regényről szóló The Contemporary Reviewban olvasható elemzésében így ír a hős és a közösség kapcsolatáról: „A hős elutazik a terror birodalmába, hogy onnan áldást hozzon népének és önmagának.” Adams Joseph Campbell Az ezerarcú hős című művét jelölte meg forrásként, mikor a mitológiai hősöket tanulmányozta.
Gesztenye azon ötlete, hogy társakkal együtt vág neki a nagy útnak, Homérosz Odüsszeiáját és Vergilius Aeneiszét idézi. A társak és a főhősök jellemének, képességeinek változatossága és összeállítása (Gesztenye bátor, Bósás erős, Vakarcs látnok, Szeder találékony és ravasz, Pitypang és Tüdőfű pedig történeteket mesél) is hasonlít az említett művekre.

### Lapine nyelv
A lapine egy fiktív nyelv, melyet Adams dolgozott ki nyulai számára. A lapine a francia lapin szóból ered, ami nyulat jelent. A lapine ötvözi a walesi, az arab, a skót gael és az ír nyelveket, valamint azok nyelvjárásait. Ezt a nyelvet csak a nyulak használják; más állatokkal való kommunikációra közvetítőnyelvet alkalmaznak.

## Magyarul
- Gesztenye, a honalapító; ford. Székely Kata; Móra, Bp., 1992
- Gesztenye, a honalapító; ford. Székely Kata; Partvonal, Bp., 2012

## Díjak és elismerések
- Carnegie-díj (1972, legjobb gyermekkönyv)[12]
- Guardian Children’s Fiction-díj (1973, legjobb gyermekkönyv)[13]
- California Young Reader-dj (1977, ifjúsági irodalom)[14]
- A Nagy Könyv (2003, angol felmérés, 42. hely)[15]

## Feldolgozások
- 1976-ban adták ki a Bunnies & Burrows című szerepjátékot, melyet a regény inspirált.
- 1978-ban mutatták be az egész estés rajzfilmváltozatot, melyet Martin Rosen rendezett.
- 1999 és 2001 között futott a televízióban a könyv rajzfilmsorozat adaptációja, mely Magyarországra nem jutott el.
- 2006-ban színdarabként is feldolgozták Londonban.
- 2018-ban jelent meg az immáron teljesen számítógéppel animált minisorozat adaptációja a regénynek a Netflix és a BBC jóvoltából.
- Hangoskönyvek is készültek belőle. Az első 1984-ben, a másik 1990-ben.

## Külső hivatkozások
- A könyv a Moly.hun
- A könyv a Partvonal kiadó oldalán
- Kritika Archiválva 2003. augusztus 20-i dátummal a Wayback Machine-ben John D. Rateliff tollából
- Kritika Jo Walton tollából
- A Lit React analízise a regényről